# U-Bahnhof Kaiserin-Augusta-Straße

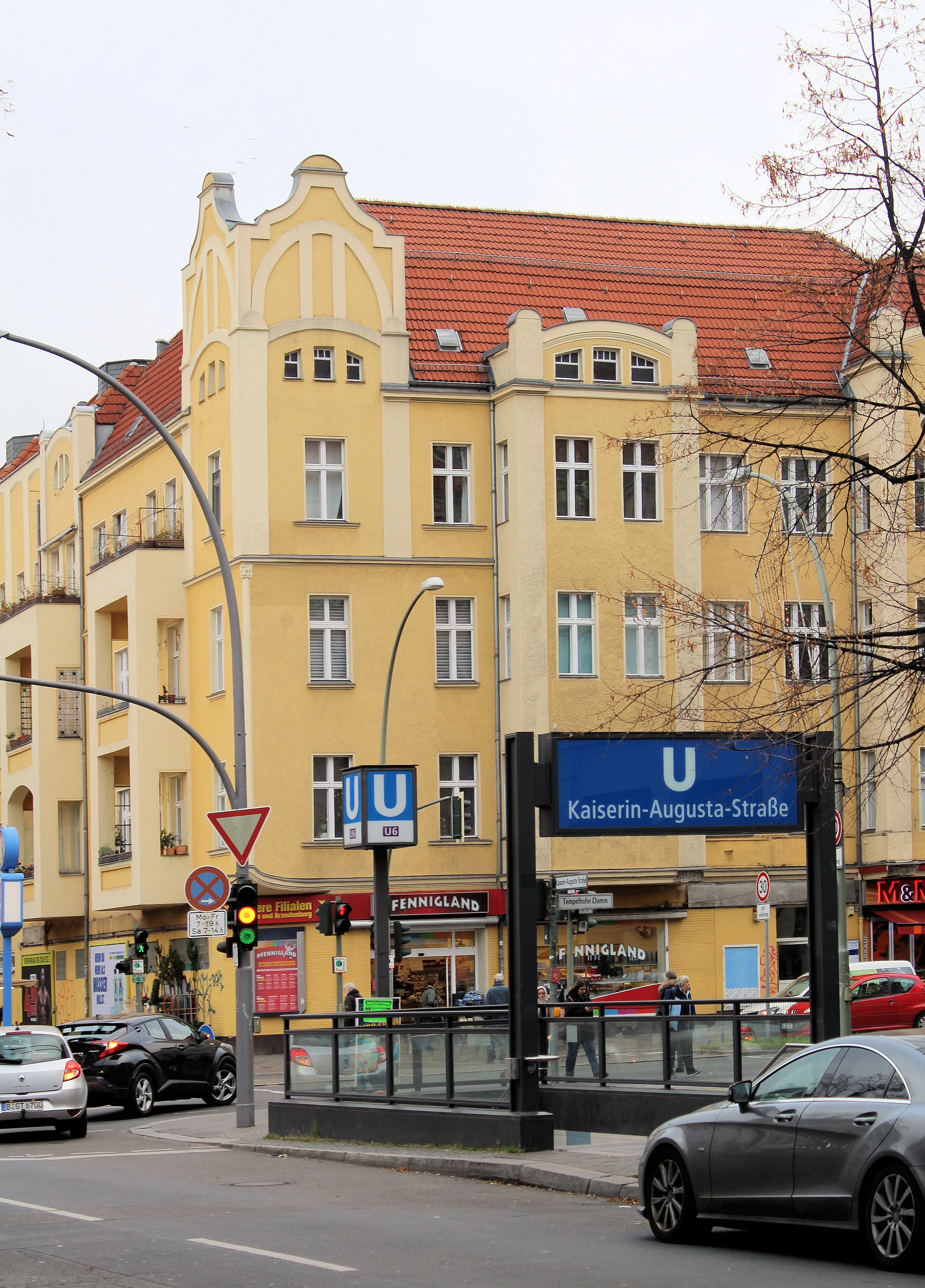
Bahnhofseingang am Tempelhofer Damm

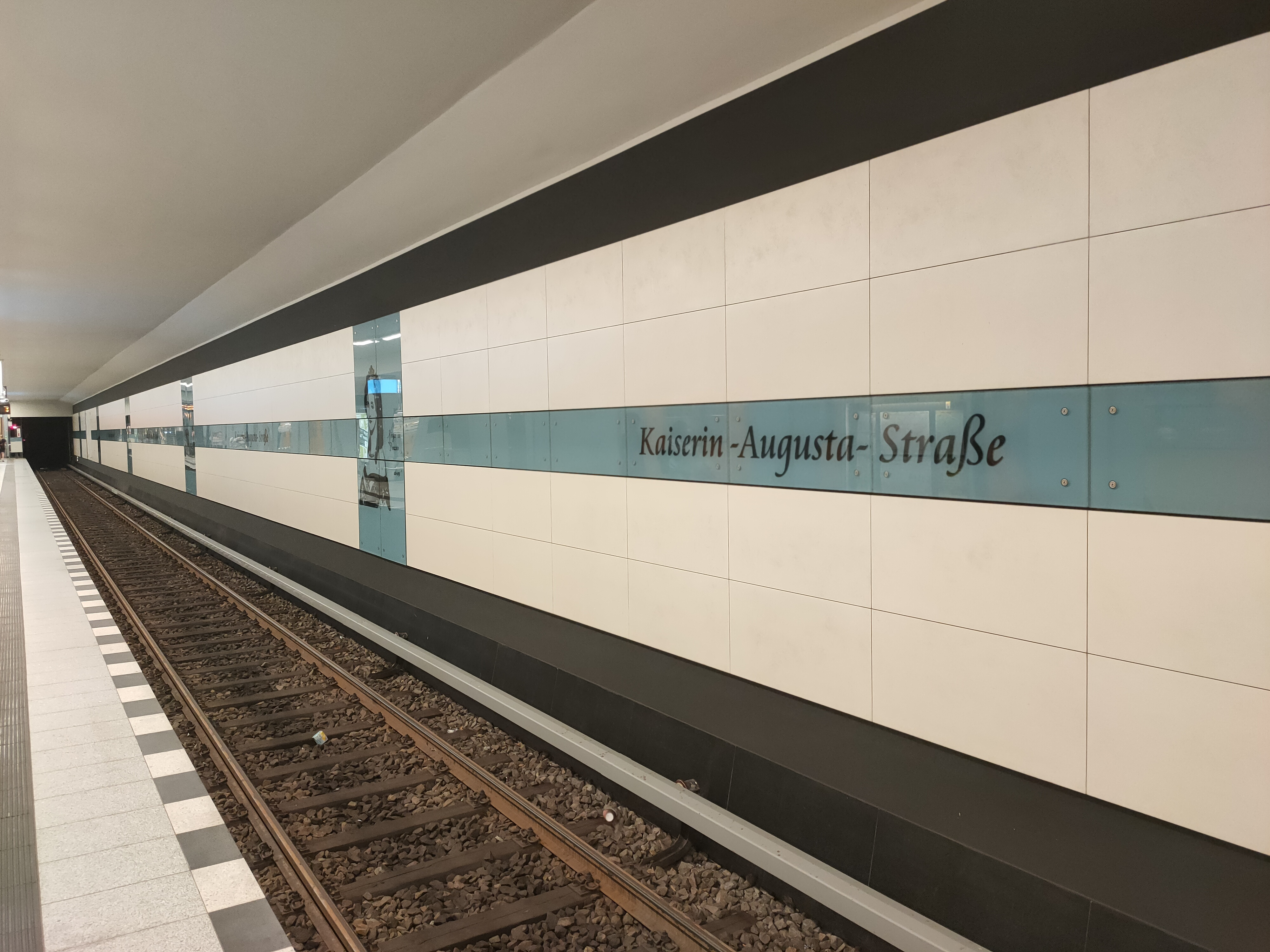
U-Bahnhof Kaiserin-Augusta-Straße (2022)

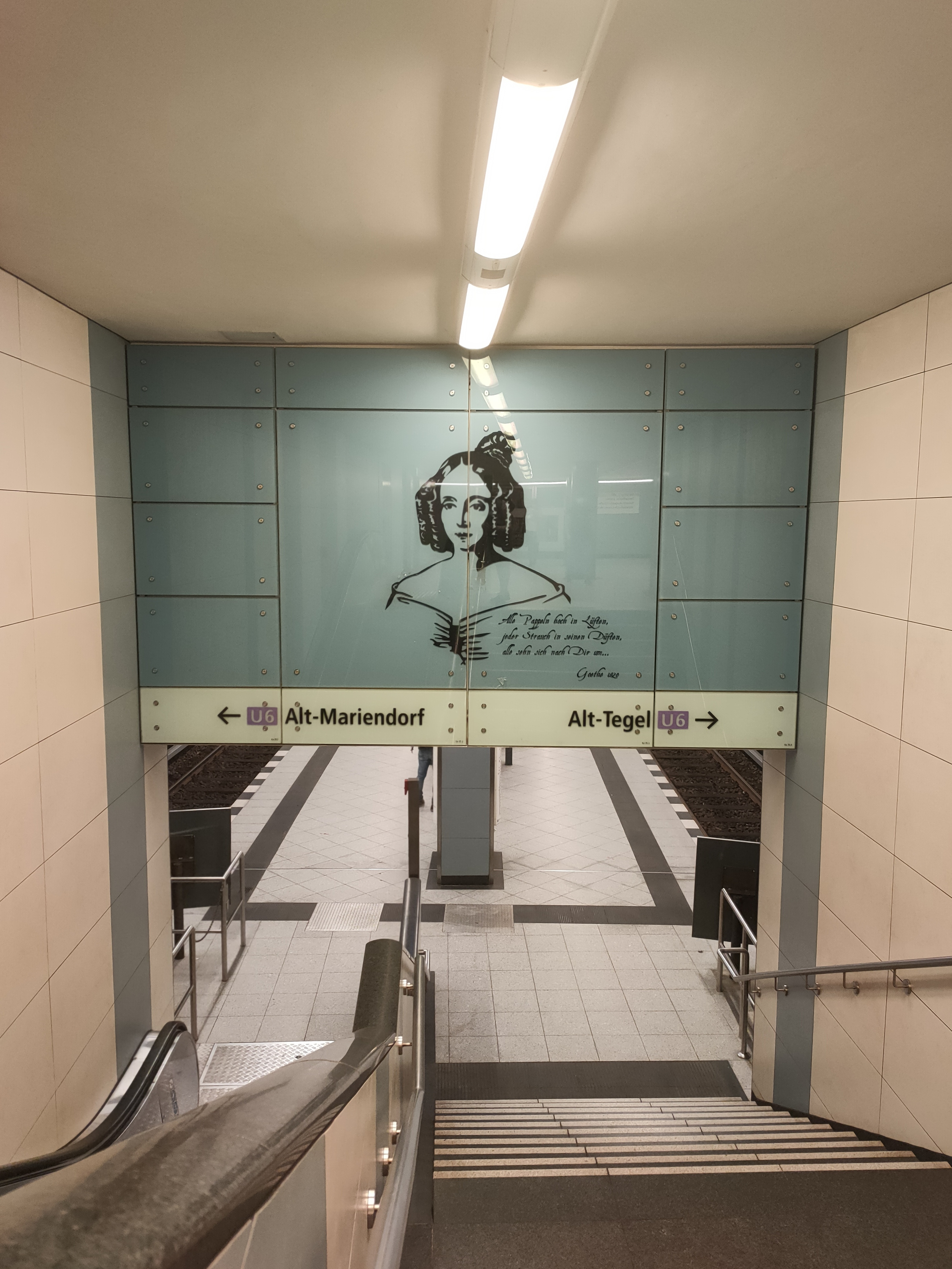
Bahnsteigzugang

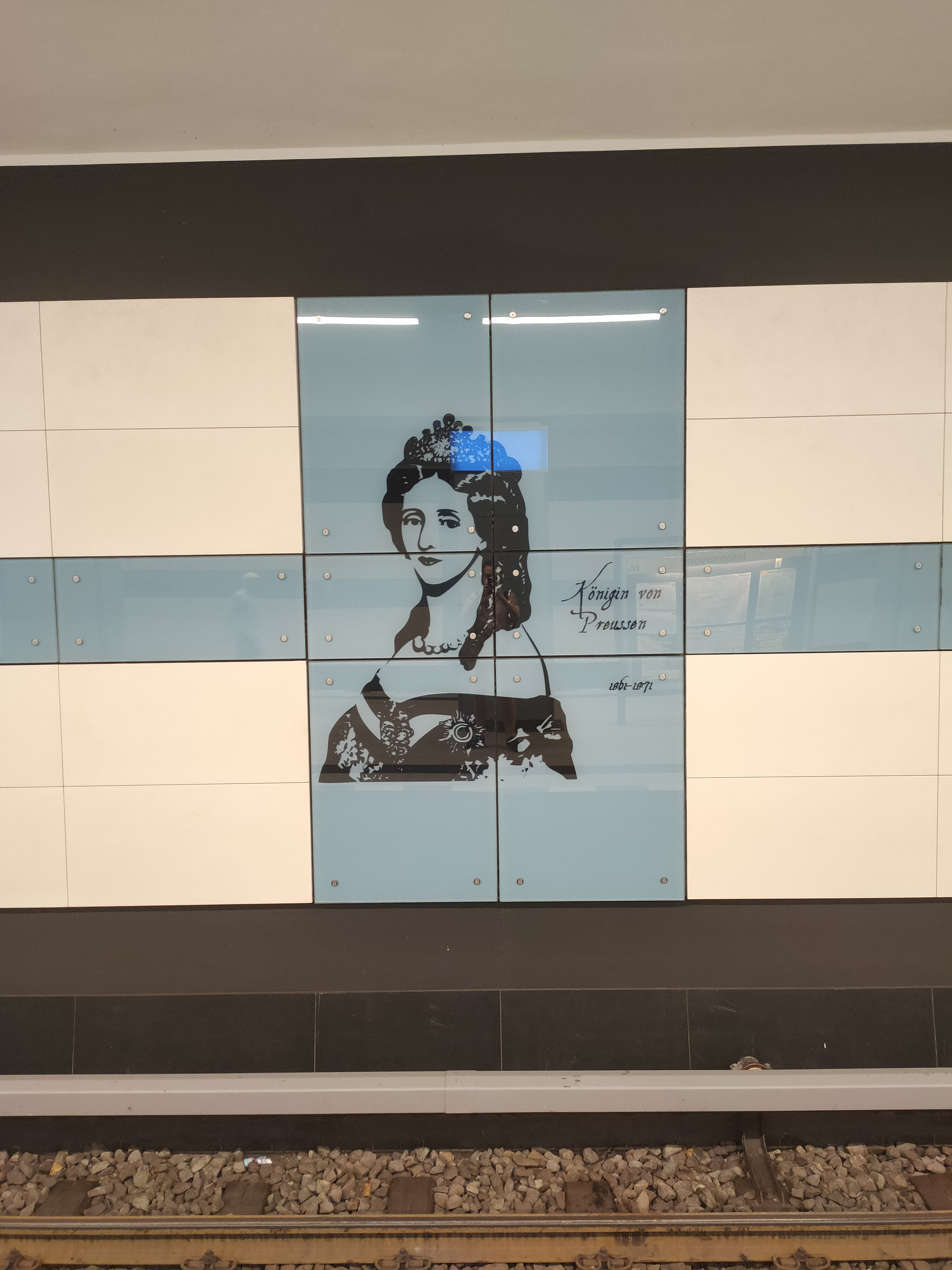
Seitenwand

Der U-Bahnhof Kaiserin-Augusta-Straße ist ein Berliner U-Bahnhof der Linie U6. Er liegt südlich des Rathauses Tempelhof unter dem Tempelhofer Damm im Berliner Ortsteil Tempelhof des Bezirks Tempelhof-Schöneberg und trägt das BVG-Kürzel Ka. Er liegt 591 Meter südlich des U-Bahnhofs Alt-Tempelhof und 695 Meter nördlich des U-Bahnhofs Ullsteinstraße. Der Bahnhof wurde gemeinsam mit den anderen Bahnhöfen der Mariendorfer U-Bahn zwischen Tempelhof (Südring) und Alt-Mariendorf, die zum südlichen Abschnitt der eigenständigen Linie 6 wurden, am 28. Februar 1966 in Betrieb genommen. Benannt ist er nach der gleichnamigen – den Tempelhofer Damm kreuzenden – Straße, die am 6. Dezember 1874 nach Augusta von Sachsen-Weimar-Eisenach, der Ehefrau von Kaiser Wilhelm I., benannt wurde.

## Historie und Bauwerk
Der U-Bahnhof Kaiserin-Augusta-Straße entstand im Rahmen der Südverlängerung des Tempelhofer Zweigs der Nord-Süd-Bahn bis nach Alt-Mariendorf. Die Planung dazu reicht bis in die Weimarer Republik zurück, der Bau dieses Streckenabschnitts wurde aber erst 1961 begonnen. Als einer der ersten U-Bahnhöfe Berlins wurde dieser Bahnhof – ebenso wie die meisten anderen zeitgleich entstandenen Bahnhöfe der südlichen Nord-Süd-Linie sowie der Linie U7 – von Rainer G. Rümmler gestaltet.
Rümmler orientierte sich dabei an Bruno Grimmeks Entwurf für den U-Bahnhof Alt-Tempelhof und konzipierte einen 110 Meter langen und sieben Meter breiten Mittelbahnsteig mit zwei Zugängen zur Albrechtstraße im Norden und zur namensgebenden Kaiserin-Augusta-Straße im Süden. Die Wände hinter den Gleisen wurden mit kleinteiligen dunkelgrünen Keramikfliesen verkleidet, die Stützsäulen wurden weiß gefliest. Der Boden ist asphaltiert. Nachdem sich die Keramikverkleidung der Hintergleiswände im Laufe der Zeit gelöst hatte, wurden die Wände dunkelgrün gestrichen.
Im Jahr 1991 erhielt der Bahnhof einen direkten Zugang zum darüberliegenden Karstadt-Kaufhaus. Durch eine Aufzugsanlage zum Tempelhofer Damm im nördlichen Bereich ist die Barrierefreiheit des Bahnhofs seit dem 18. März 2011 gewährleistet. Die Baukosten für den Aufzug beliefen sich auf rund 900.000 Euro. Bei der Grundinstandsetzung des Bahnhofs im Jahr 2022 erhielt der U-Bahnhof ein blau-weißes Farbkonzept. Monochrome Motive zeigen abwechselnd Porträts der Namensgeberin in verschiedenen Lebensphasen sowie die Schlösser von Weimar, Koblenz, Berlin und Babelsberg, in denen sie zu diesen Zeiten residierte.

## Anbindung
| Linie | Verlauf |
| ----- | --- |
|       | Alt-Tegel – Borsigwerke – Holzhauser Straße – Otisstraße – Scharnweberstraße – Kurt-Schumacher-Platz – Afrikanische Straße – Rehberge – Seestraße – Leopoldplatz – Wedding – Reinickendorfer Straße – Schwartzkopffstraße – Naturkundemuseum – Oranienburger Tor – Friedrichstraße – Unter den Linden – Stadtmitte – Kochstraße – Hallesches Tor – Mehringdamm – Platz der Luftbrücke – Paradestraße – Tempelhof – Alt-Tempelhof – Kaiserin-Augusta-Straße – Ullsteinstraße – Westphalweg – Alt-Mariendorf |

Am U-Bahnhof bestehen Umsteigemöglichkeiten von der Linie U6 zur Omnibuslinie 184 der BVG.